# 爪甲曲霉
爪甲曲霉（学名：Aspergillus unguis）是属于散囊菌目发菌科曲霉属的一种真菌，可生长在土壤、皮带等基物上。该种分布于中国、比利时、巴西、印度、巴基斯坦和美国等地。